# 모르겐슈테른 (무기)

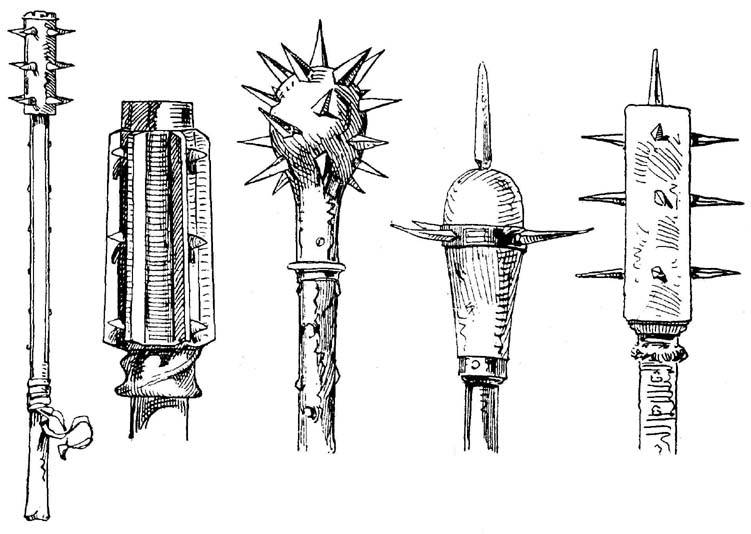
모르겐슈테른

모르겐슈테른(독일어: Morgenstern→금성)은 중세 시대 무기의 하나이다. 영어명인 모닝스타(Morning star)라고도 한다. 모르겐슈테른은 메이스와 흡사한 무기로, 가시 박힌 곤봉이라고 할 수 있다. 곤봉 대가리 끝에 특히 긴 하나의 가시가 있고, 대가리 주위로 보다 짧은 가시―스파이크―가 많이 박혀 있다. 이 스파이크가 모르겐슈테른의 특징으로, 징이나 작은 혹 정도의 보강물만 달려 있는 메이스와 구분해주는 기준이 된다. 모르겐슈테른은 보병과 기병이 모두 사용했는데, 기병용의 경우에는 철툇자루가 보병용보다 짧았다. 메이스는 전통적으로 기사들의 무기였기 때문에 기·보병 겸용인 모르겐슈테른과는 독자적으로 발전하여 전체가 금속제가 되었고 대가리 형태도 여러 가지로 다양해졌으나, 모르겐슈테른은 특유의 스파이크가 유지되었고 철툇자루는 보통 목제가 사용되었으며 특히 보병들이 쓴 양손으로 사용하는 것의 경우에는 자루의 길이가 6피트 이상이 되기도 했다.

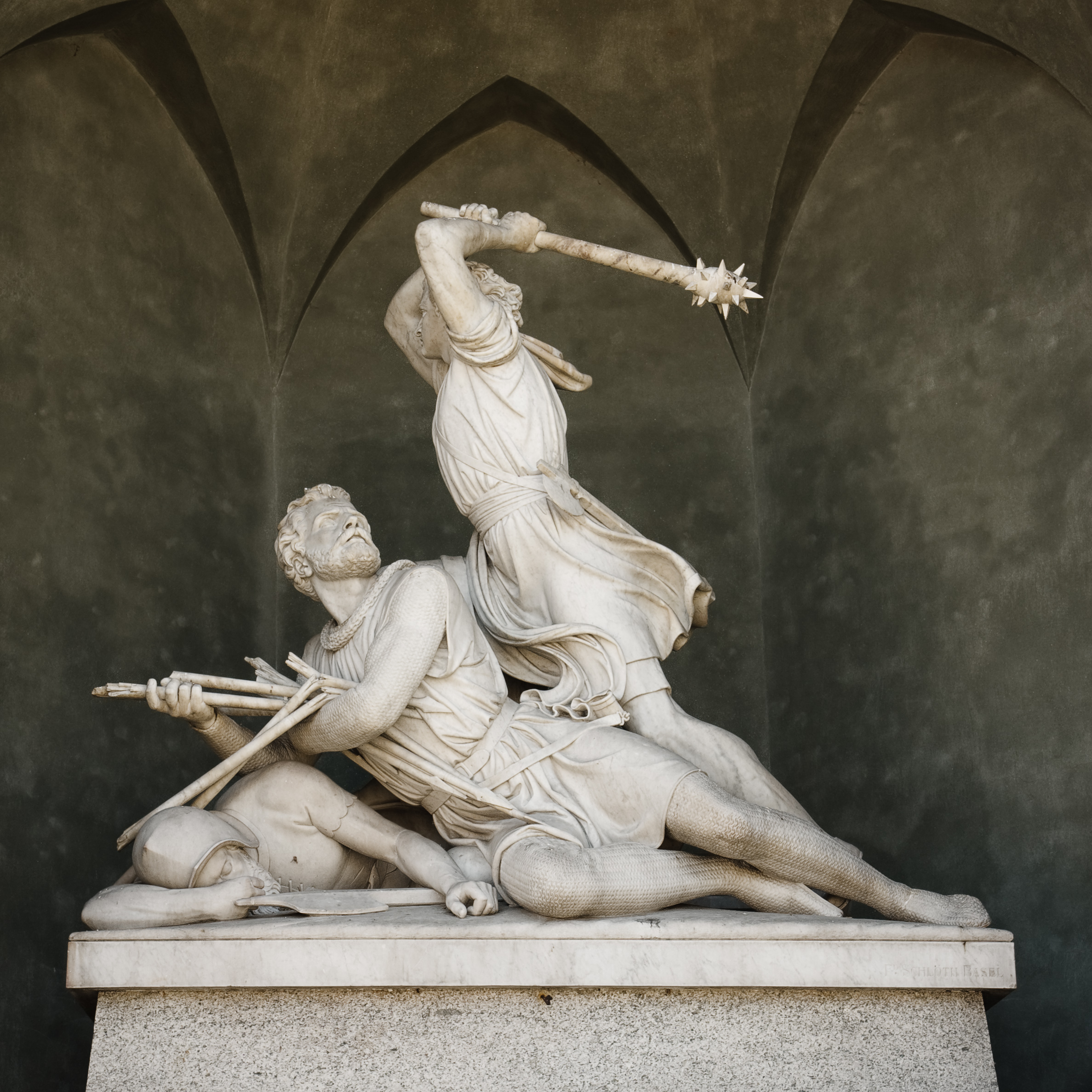
사용 예. 아놀드 폰 빙켈리트의 죽음을 묘사한 조각임.

모르겐슈테른은 14세기 독일에서 처음 널리 사용되었다. 목제 자루에 사슬로 철구나 철을 씌운 나무를 사슬로 연결한 플레일을 모르겐슈테른이라고 부르기도 했다. 그러나 이런 볼 앤 체인 무기에 대한 기록이 거의 없기 때문에, 플레일로서의 모르겐슈테른은 드물었다고 볼 수 있다.
모르겐슈테른을 민중들이 주로 사용한 막 만든 급조무기라고 생각하는 경향이 있지만 이것은 옳지 않다. 모르겐슈테른은 3가지 종류가 있었고, 그 질이나 기술이 제각기 모두 달랐다. 첫 번째 것은 직업 군인들이 사용한 군용 무기로, 마을 무기고에 갖춰 두기 위해 전문적인 무기장이들이 만들었다. 두 번째는 소작농 민병대들이 사용한 것으로 자신들이 구한 나무를 가지고 지역의 대장장이들에게 부탁해 못과 가시를 박아 넣어 만들었다. 자루와 대가리는 보통 한 몸이었지만 가끔 대가리에 철을 둘러 보강하기도 했다. 마지막 유형은 장식용으로, 대표적인 예로 런던의 월리스 박물관에 전시되어 있는 16세기의 철퇴가 있다. 이것은 강철로 만들어졌으며 금은으로 화려하게 상감기법 양식으로 된 장식이 되어 있다.

## 같이 보기
- 편곤
- 철퇴
- 유성추